# Комитет государственной безопасности РСФСР
Комите́т госуда́рственной безопа́сности РСФCP (КГБ РСФСР) — республиканский орган государственного управления в сфере обеспечения государственной безопасности Российской Советской Федеративной Социалистической Республики, действовавший в период с 26 марта 1955 года по 17 декабря 1965 года и с 5 мая по 26 ноября 1991 года.
Преобразован в Агентство федеральной безопасности РСФСР (АФБ РСФСР) 26 ноября 1991 года.

## История КГБ РСФСР
С 15 ноября 1923 года до 5 апреля 1941 года и с 17 декабря 1965 года до 5 мая 1991 года, РСФСР в отличие от других союзных республик СССР, не имела своих республиканских органов безопасности (также республика до 1990 года не имела компартии — вместо неё была КПСС[значимость факта?]). В указанный период всеми местными республиканскими управлениями КГБ на территории РСФСР — городов, областей, краёв, автономных округов и автономных советских социалистических республик заведовал общесоюзный Комитет.
- С 26 марта 1955 года[2] по 17 декабря 1965 года существовал Комитет государственной безопасности при Совете Министров РСФСР[3][4].
- Комитет был восстановлен решением Президиума Верховного Совета РСФСР 5 мая 1991 года путём разделения Государственного комитета РСФСР по обороне и безопасности[5]. В этом качестве КГБ РСФСР вошел в систему КГБ СССР и получил двойное подчинение — союзному КГБ и республиканским органам власти РСФСР. На следующий день (6 мая) Председатель Верховного Совета РСФСР Борис Ельцин и Председатель КГБ СССР Владимир Крючков в соответствии с решением Съезда народных депутатов РСФСР подписали протокол об утверждении воссоздания КГБ РСФСР, имевшего статус союзно-республиканского государственного комитета[6]. Штат восстановленной российской службы государственной безопасности насчитывал всего 14 человек. Комитет размещался в здании Верховного Совета РСФСР и не имел собственных местных органов[7]. По мнению генерального прокурора республики (в 1991—1993 годах) В. Г. Степанкова: «…это была попытка освободиться от влияния советского [союзного] КГБ. Но у него был усеченный аппарат, всего человек 100, и сидели они на той же Лубянке, что и Крючков»[8].

До осени 1991 года штат воссозданного Комитета составлял несколько человек, однако, по мере ликвидации КГБ СССР, его полномочия и численность начали расти. В результате реорганизации КГБ СССР, начатой в августе 1991 года после провала выступления ГКЧП, в ведение КГБ РСФСР были переданы отдельные подразделения союзного КГБ, в частности:
- 5 сентября 1991 — органы государственной безопасности большинства субъектов РСФСР, ранее находившиеся в прямом подчинении КГБ СССР[7];
- 25 сентября 1991 — управление КГБ СССР по Москве и Московской области[9];
- 1 ноября 1991 — оперативно-техническое управление, 7-е управление и 12 отдел КГБ СССР[7];
- 26 ноября 1991 года Президент РСФСР Б. Н. Ельцин подписал указ, по которому КГБ РСФСР было преобразовано в Агентство федеральной безопасности РСФСР (АФБ) с правами государственного комитета РСФСР.

## Руководство КГБ

### Председатель Комитета государственной безопасности РСФСР
- ? (до 1965)
- Иваненко, Виктор Валентинович (и. о. с 5 мая 1991; 5 августа — 26 ноября 1991)

### Первый заместитель председателя Комитета государственной безопасности РСФСР
- ? (до 1965)
- Поделякин, Владимир Андреевич (24 сентября — 26 ноября 1991)

### Заместители председателя Комитета государственной безопасности РСФСР
- ? (до 1965)
- Поделякин, Владимир Андреевич (май — 24 сентября 1991)
- Орлов, Станислав Александрович (24 сентября — 26 ноября 1991)
- Фисенко, Владимир Никитич (24 сентября — 26 ноября 1991)
- Ямпольский, Валерий Борисович (13 — 26 ноября 1991)